# NGC 250
NGC 250 este o galaxie lenticulară, posibil galaxie spirală, situată în constelația Peștii. A fost descoperită în 10 noiembrie 1885 de către Lewis Swift.